# San Christophoro
San Christophoro is een historisch merk van motorfietsen.
De bedrijfsnaam was: Societa San Christophoro, Milano.
Dit was een kleine Italiaanse firma die 100- en 123cc-scooters maakte, nadat men de productie van de Nibbio-scooter had overgenomen van Gianca. Het model Simonetta werd door het Franse merk Ravat in licentie gebouwd. San Christophoro produceerde van 1949 tot 1954.